# Parwar Begum
La bégum Mah Parwar (décédée à Téhéran, en Iran, le 13 décembre 1941), est une reine d'Afghanistan. Issue du clan (khel) Babakar, elle est la troisième fille du Sardar Muhammad Asif Khan et de sa seconde femme, la bégum Murwarid. Elle est par ailleurs la seule épouse de Mohammad Nadir Shah et la mère de Mohammad Zaher Shah, tous deux rois d’Afghanistan.

## Sources
- http://www.monarchie-noblesse.net/afghanistan/afghanistan.htm : site consulté le 4 mai 2001 : citée sous le nom de Mah Parwar Begum
- (en) http://www.royalark.net/Afghanistan/barak15.htm : site consulté le 4 mai 2011 : citée sous le nom de H.M. Queen Mah Parwar Begum.